# مخطماوات
المخطماوات (الاسم العلمي:†Rhynchonellinae) هي أسرة منقرضة من عضديات الأرجل تتبع فصيلة المخطمات من رتبة المخطميات.

## أجناس المخطماوات
- †المخطمة